# Little Ethiopia
Little Ethiopia est un quartier de Los Angeles, Californie, qui comprend la partie de Fairfax Avenue (en) située entre les boulevards Olympic et Pico.

## Historique
Ce quartier était habité par la communauté juive dans les années 1950. Il comptait, à l'image de Fairfax District au nord, de nombreux restaurants juifs. Des Éthiopiens se sont installés à partir de 1990.

## Caractéristiques

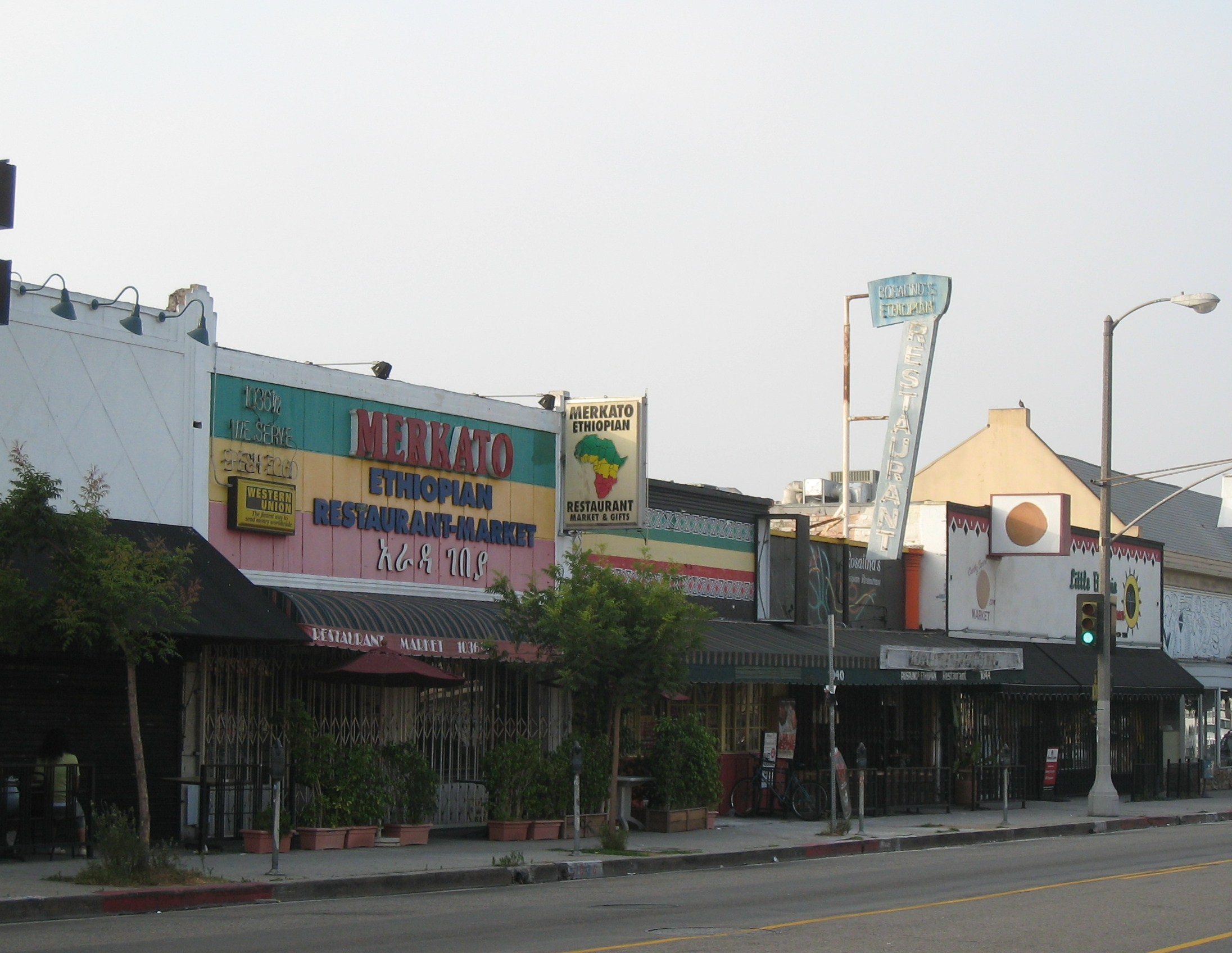
Commerces éthiopiens sur Fairfax Avenue

La zone propose de nombreux restaurants éthiopiens, des commerces de café notamment au marché, des magasins de vêtements aux couleurs nationales éthiopiennes (vert, jaune et rouge) et des marchands de meubles vintage.